# Sóvári-Fehér Anna
Sóvári-Fehér Anna (Debrecen, 1999. június 12. –) magyar színésznő.

## Életpályája
Nyíregyházán nőtt fel. 2018-ban érettségizett a helyi Krúdy Gyula Gimnáziumban, előtte már a Hang-Szín tanodában tanult. 2018-2019 között a Pesti Magyar Színiakadémia tanulója volt. 2019-2024 között a kaposvári Magyar Agrár- és Élettudományi Egyetem színművész szakán tanult, Eperjes Károly és Szalma Tamás osztályában. Gyakorlatát a Győri Nemzeti Színházban és a Karinthy Színházban töltötte. 2024-től a Thália Színház tagja.

## Színházi szerepei

### Thália Színház
- Eugéne Labiche: Nyakamon a nászmenet (Céline)
- Ray Cooney – Tony Hilton: Egy a ráadás (Winnie)
- Agatha Christie – Ken Ludwig: Gyilkosság az Orient expresszen (Mary Debenham)
- Bernard Slade: Romantikus komédia (Phoebe)
- Henry Lewis – Jonathan Sayer – Henry Shields: Komédia egy bankrablásról (Caprice)
- Simon Beaufoy: Alul semmi (Sharon, Annie, Szocmunkás, 2.HR-es)
- Petr Zelenka: Beckham – Anglia legnagyobb szexbotránya (Victoria Beckham, Mary Blake, TV producer)
- Ion Luca Caragiale: Farsang (Didina)
- Georges Feydeau: Bolha a fülbe (Antoinette)
- Claude Magnier: Oscar (Colette)

### Győri Nemzeti Színház
- Olt Tamás: Minden jegy elkelt (fiatal Fedák Sári)[2]

### Jászai Mari Színház
- Ödön von Horváth: Kasimir és Karoline (Elli)[5]

### Karinthy Színház
- Karinthy Frigyes: A bűvös szék (Mária titkárnő)
- Carlo Gozzi: A szarvaskirály (Clarice, Smeraldina)

## Filmes és televíziós szerepei
- Marsra magyar! (2023) ... Büfés lány
- Pokoli rokonok (2025) ... Fejes Gabi